# (7507) Israel
(7507) Israel est un astéroïde de la ceinture principale.

## Description
(7507) Israel est un astéroïde de la ceinture principale. Il fut découvert par Cornelis Johannes van Houten, Ingrid van Houten-Groeneveld et Tom Gehrels le 17 octobre 1960 à l'observatoire Palomar. Il présente une orbite caractérisée par un demi-grand axe de 2,33 UA, une excentricité de 0,212 et une inclinaison de 4,29° par rapport à l'écliptique.
Il fut nommé en hommage à Frank P. Israel (né en 1946), astronome hollandais de Leyde, à l'occasion de ses 51 ans.

## Compléments